# Sujeo
Sujeo (수저) is het Koreaanse woord voor de lepel en eetstokjes die men gewoonlijk hanteert bij het nuttigen van een Koreaanse maaltijd. Het woord is een samenvoeging van sutgarak (숟가락, 'lepel') en jeotgarak (젓가락, 'eetstokjes').
Een sujeo-set bestaat uit een metalen (roestvast staal, zilver, messing of koper) lepel met een lang handvat en een ovale schep. De lange, dunne stokjes zijn van hetzelfde materiaal gemaakt. Het handvat van de lepel en het deel van de stokjes dat je in je hand houdt, zijn vaak versierd met een motief. Vroeger voornamelijk met symbolen voor een lang leven en geluk, maar tegenwoordig ook met strakkere designs.

## Etiquette
Vaak worden de stokjes en lepel apart van elkaar gebruikt. Je legt de lepel neer zodra je de stokjes nodig hebt, en andersom. Soms worden zowel de stokjes als de lepel in één hand gehouden om snel te kunnen eten, maar dit wordt beschouwd als onbeleefd, met name wanneer men in het gezelschap van ouderen eet.
Het bestek mag gewoon op de tafel gelegd worden, maar nooit rechtop in het eten, met name rijst, gestoken worden. Het zou lijken op de wierookstaafjes die gebrand worden wanneer iemand overleden is, en dus op ongeluk duiden.